# 30. Flak-Division
Die 30. Flak-Division, korrekt eigentlich 30. Flak-Division (E.Tr.) genannt, war ein Großverband der Bodentruppen der deutschen Luftwaffe im Zweiten Weltkrieg. Zuständig war die Division bei Aufstellung für die Abwehr von einfliegenden gegnerischen Flugzeugen mittels Flugabwehrgeschützen als Transportschutz im Schienenverkehr, also die Führung der Eisenbahnflak-Einheiten.

## Geschichte
Durch Umbenennung der ehemaligen 5. Flak-Brigade (E.Tr.) wurde am 3. April 1945 unter dem Kommando von Oberst Egon Baur, welcher der ehemalige Kommandeur der 5. Flak-Brigade war, der Führungsstab der 30. Flak-Division (E.Tr.) in Berlin-Lankwitz aufgestellt.
Der Namenszusatz E.Tr. (für Eisenbahn-Transportschutz) wurde aufgrund der Vorgeschichte dieser neu aufgestellten Division beibehalten. Die Division war verantwortlich für alle Eisenbahnflak-Einheiten als Transportschutz.
Es erfolgte bis Kriegsende die Unterstellung unter die Luftflotte Reich.
Am 8. Mai 1945 ging der Stab und Teile der Einheit in Oberbayern in amerikanische Kriegsgefangenschaft.

## Gliederung
- Flak-Regiment 50 (E)
- Flak-Regiment 71 (E)
- Flak-Regiment 97 (E)
- Flak-Regiment 112 (E)
- Flak-Regiment 122 (E)
- Flak-Regiment 159 (E)

## Bekannte Divisionsangehörige
- Hans Bambey (1915–1997), im April/Mai 1945 Ib der Division.[4]